# Jonas Sjöstedt
Tor Jonas Sjöstedt, född 25 december 1964 i Oscar Fredriks församling i Göteborg, är en svensk politiker (vänsterpartist), författare och frilansjournalist. Han är ledamot i Europaparlamentet sedan juli 2024. Han var partiledare för Vänsterpartiet mellan januari 2012 och oktober 2020. Han var även ledamot i Europaparlamentet 1995–2006 och riksdagsledamot 2010–2020.

## Biografi
Jonas Sjöstedt är uppvuxen i Göteborg. Till följd av hans fars arbete som ingenjör på vattenkraftstationer flyttade familjen runt mycket och han bodde under uppväxten också i bland annat Sundsvall, Västerås och Vänersborg. Han blev tidigt politiskt engagerad och gick med i Kommunistisk ungdom 1978. 1983 flyttade Sjöstedt till Luleå där han gick tvåårig social gymnasielinje på Hermelinsskolan. Samtidigt arbetade han för Elevorganisationen i Stockholm. Därefter återvände han en tid till Göteborg, där han var redaktör för Röd Press. Han bosatte sig 1990 i Umeå, där han arbetade som montör på Volvo Lastvagnars anläggning.
Sjöstedt är gift med Ann Måwe som sedan 2019 är Sveriges ambassadör i Vietnam. Paret har tvillingar födda 2007, och Sjöstedt har även en vuxen dotter från ett tidigare förhållande.

### Europaparlamentariker 1995–2006
Sjöstedts engagemang på nej-sidan i samband med folkomröstningen om EU-medlemskap i Sverige 1994 tog honom in i politiken på riksplanet. Efter att Sverige gått med i EU ställde han upp i Europaparlamentsvalet 1995, och blev invald som en av tre vänsterpartister. Han omvaldes 1999 och 2004. I Europaparlamentet satt han i gruppen GUE/NGL och var bland annat ledamot i miljöutskottet och ersättare i budgetkontrollutskottet. Han avgick som ledamot 2006.

### New York
Efter att ha lämnat Europaparlamentet flyttade Sjöstedt till New York där hans fru Ann Måwe var diplomat (bland annat ambassadråd för Mellanösternfrågor) på Sveriges ständiga representation vid Förenta nationerna. Under tiden i New York var Sjöstedt aktiv på gräsrotsnivå i Socialist Party USA.
Han debuterade under denna tid också som skönlitterär författare, med en trilogi kriminalromaner i Europaparlamentsmiljö, och gav ut intervjuboken Masthugget, Moskva, Madrid. Efter historiska skildringen Masthugget, Moskva, Madrid: Berättelsen om Bengt och Greta kom samma år deckaren Sammanflöden, som året efter följdes av Sahara och Spanska brev. De tre sistnämnda utgör en sammanhållen trilogi.

### Riksdagsledamot

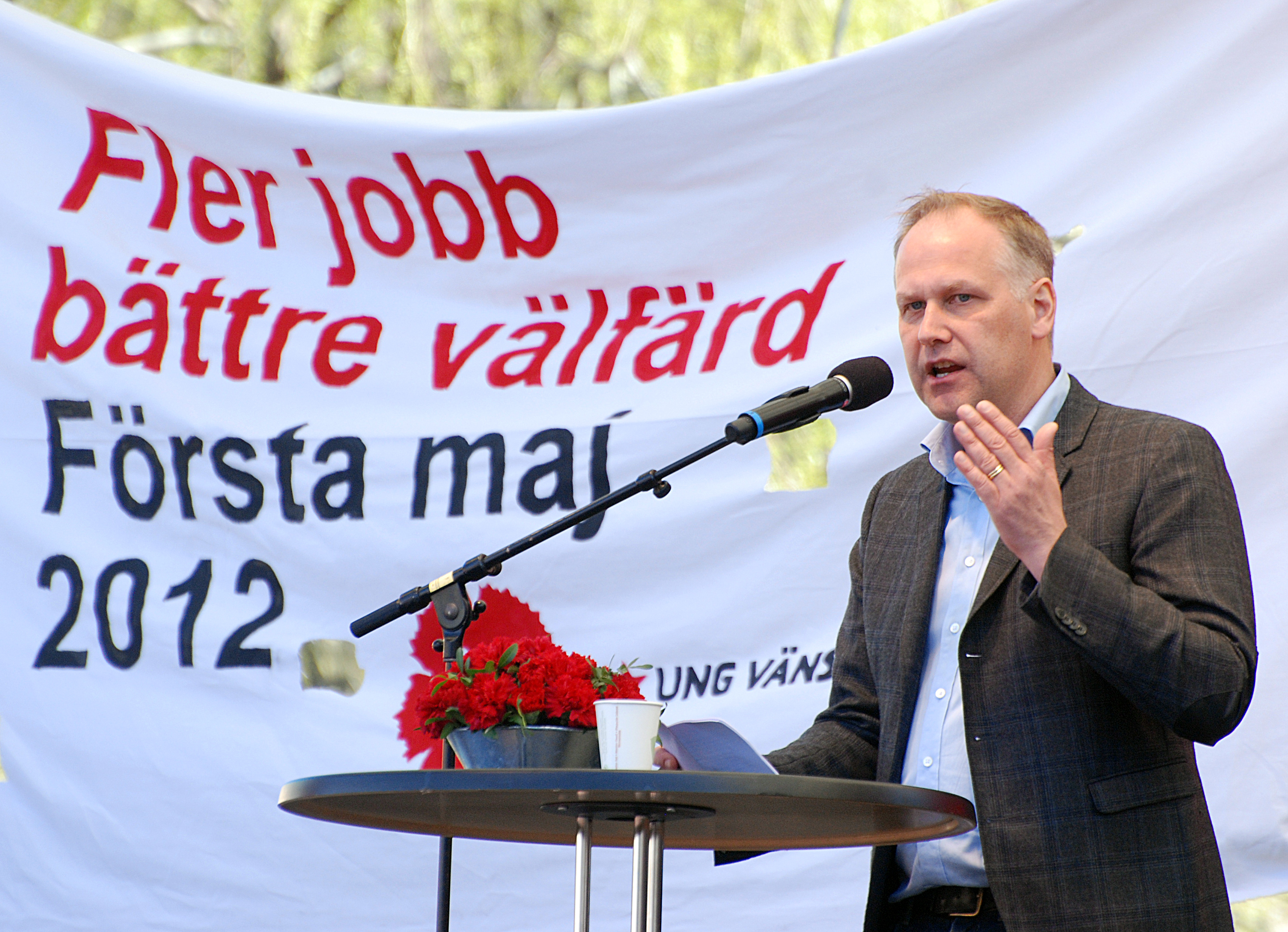
Jonas Sjöstedt i sitt första maj-tal i Stockholm 2012.

Efter att ha flyttat tillbaka till Sverige ställde Sjöstedt upp i riksdagsvalet 2010 och blev invald från Västerbottens läns valkrets. Nästan en tredjedel av Vänsterpartiets väljare i valkretsen valde att personvalsrösta på honom.

### Partiledare
Den 5 juli 2011 meddelade Sjöstedt att han ställde upp som kandidat till partiledarposten i Vänsterpartiet. Senare gick även Ulla Andersson, Hans Linde och Rossana Dinamarca ut med kandidaturer, medan dåvarande partiledaren Lars Ohly meddelade att han ej ställde upp för omval. Den 10 december 2011 föreslog valberedningen Sjöstedt som partiledare. Han valdes den 6 januari 2012 av partiets kongress till ny ordförande, med 179 röster mot 39 för Dinamarca. Under Sjöstedts ledning ökade Vänsterpartiet med 0,1 procentenhet i riksdagsvalet 2014 och med 2,3 procentenheter i riksdagsvalet 2018. En av hans profilfrågor som partiledare var frågan om att förbjuda vinster i välfärden.

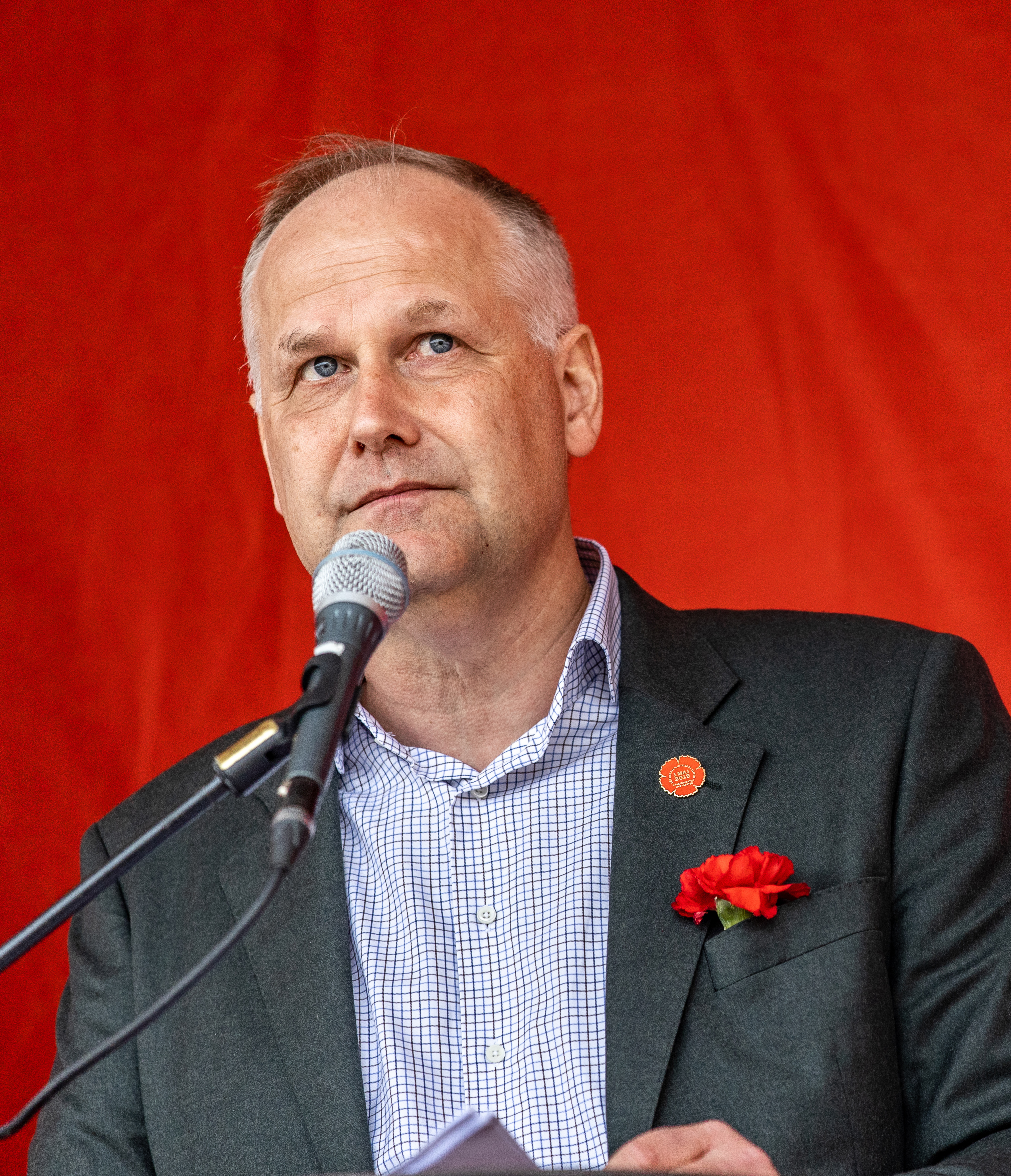
Jonas Sjöstedt talar vid Vänsterpartiets första maj-demonstration i Göteborg 2019.

I januari 2020 förklarade Sjöstedt att han inte skulle ställa upp för omval vid Vänsterpartiets kongress som var planerad till maj samma år. På grund av coronakrisen sköts kongressen upp till oktober, då Sjöstedt efterträddes av Nooshi Dadgostar. Vid Sjöstedts avgång var han den partiledare som hade högst förtroendesiffror av alla; 45 procent av Sveriges befolkning hade förtroende för honom i den sista Sifo-mätningen. Efter att ha avgått som partiledare lämnade han även riksdagen i november 2020.

### Efter partiledartiden
Efter avgången från posten som partiledare flyttade Jonas Sjöstedt till Vietnam, där hans familj redan befann sig. Han har sedan flytten varit verksam som frilansskribent, med reportage, kritik och intervjuer i bland annat Flamman och Dagens ETC.
Sjöstedt var Vänsterpartiets toppkandidat inför Europaparlamentsvalet 2024 och är under mandatperioden 2024–2029 en av partiets två parlamentariker. Han är ledamot i parlamentets klimat- och miljöutskott, budgetkontrollutskottet samt suppleant i utrikesutskottet. Sjöstedt är också krönikör i Folkbladet Västerbotten.

#### Skattetvist
Jonas Sjöstedt fick i juni 2025 en bakläxa av Skatteverket efter att ha underlåtit att korrekt redovisa ett arvode på cirka 680 000 kronor från Europaparlamentet. Istället för att deklarera inkomsten som “inkomst av tjänst”, vilket är skattegrundande, placerade han beloppet under “övriga upplysningar”, vilket innebar att det inte beskattades som det skulle. Skatteverket beslutade att inkomsten ändå skulle beskattas. Sjöstedt har avfärdat kritiken som en “storm i ett vattenglas” och hävdar att skatten redan är betald, trots den felaktiga redovisningen.

## Uppdrag i riksdagen
- Utrikesnämnden: Ledamot 2012–2020
- Krigsdelegationen: Ledamot 2012–2020
- EU-nämnden: Ledamot 2010–2012, suppleant 2012–2020
- Nordiska rådets svenska delegation: Suppleant 2012–2020
- Utrikesutskottet: Suppleant 2010–2012
- Trafikutskottet: Suppleant 2010–2012